# Cité-sanitaire de Clairvivre
La cité-sanitaire de Clairvivre, située à Salagnac,  est construite de 1931 à 1933, sous l'impulsion d'Albert Delsuc, ancien combattant et secrétaire général de la Fédération nationale des blessés des poumons et chirurgicaux (FNBPC). Elle est destinée à la lutte contre la tuberculose et à la réinsertion socio-professionnelle des soldats gazés pendant la Première Guerre mondiale. Sa construction, d'après les plans de l'architecte Pierre Forestier, respecte les critères de la cité-jardin.
Avec la disparition progressive des gazés, elle devient un sanatorium pour tuberculeux et un hôpital militaire pour les réfugiés républicains de la guerre d'Espagne. Pendant la Seconde Guerre mondiale, elle accueille les Hospices civils de Strasbourg évacués en Périgord. À leur départ, certains Alsaciens qui refusent de revenir dans leur région constituent l'équipe de l'hôpital des réfugiés de Dordogne qui apporte une aide médicale très active aux résistants. Elle sera surnommée « l'Hôpital de la Résistance ».
Après la guerre, elle redevient un sanatorium jusqu'en 1980. Elle abrite maintenant un Établissement public départemental (EPD).

## La réalisation

### Le projet
En 1929, Albert Delsuc présente le projet, très novateur pour l'époque, de la première cité sanitaire française au Congrès Fédération nationale des blessés des poumons et chirurgicaux (FNBPC). Il définit Clairvivre comme :

« Une œuvre de paix et de fraternité créée par les malades pour les malades, une ville de clarté, de travail et de gaité. »

 Albert Delsuc a lui-même été gazé pendant la Première Guerre mondiale. Par expérience, il considère que l'idée sanitaire doit être accompagnée d'une action sociale. Pour cela, il souhaite traiter les soldats gazés de la Première Guerre mondiale et les tuberculeux hors des structures hospitalières sans les isoler de leur famille et leur permettre de reprendre une vie normale en travaillant à un rythme compatible avec leur état de santé, tout en disposant d'une surveillance médicale constante. Clairvivre doit être conçue en respectant le modèle des cités-jardins, à l'image de la cité sanitaire anglaise de Papworth qu'il a visitée,.
En 1930, Albert Delsuc obtient une subvention de 60 millions de francs votée à l'unanimité par le Parlement. Il choisit d'installer Clairvivre dans sa région natale, en Dordogne, en forêt de Born, sur la commune de Salagnac. La population locale est hostile à la présence de nombreux tuberculeux.

### La construction
La construction débute en 1931 d'après les plans de l'architecte Pierre Forestier. La cité est inaugurée le 30 juillet 1933 en présence d'une foule nombreuse d'officiels, de célébrités et d'anonymes.
La cité de Clairvivre vue depuis le bourg de Teillots.
En deux ans, sous l'action de 800 ouvriers, c'est une véritable ville ultramoderne (chauffage central, électricité, eau courante, radio et téléphone…), prévue pour 5 000 personnes qui voit le jour avec un hôpital, un sanatorium, un dispensaire, des magasins généraux, une salle des fêtes, un bureau de poste, un hôtel pour les célibataires, ainsi qu’une zone pavillonnaire composée de 175 pavillons doubles (soit 340 logements destinés aux malades et à leurs familles) et de quelques immeubles collectifs abritant un groupe scolaire, une garderie, une crèche, sans compter une zone industrielle avec divers ateliers, une buanderie et une zone de loisirs et enfin des infrastructures techniques comme une centrale d'épuration, un système d'adduction d'eau, une centrale électrique composée de sept groupes électrogènes, une centrale thermique fonctionnant au copeaux de bois, une ferme et des cultures, un abattoir… Clairvivre est totalement autonome en plein territoire rural,.

## La vie à Clairvivre
La cité-sanitaire offre la possibilité aux malades de vivre avec leur famille dans des pavillons individuels équipés de tout le confort moderne pour l'époque. Pour les enfants, la cité possède des crèches, des garderies et des écoles. L'enseignement scolaire est moderne. Aux soins médicaux s'ajoute la formation professionnelle des malades qui, selon leur santé, choisissent une formation en imprimerie, cordonnerie, serrurerie, ébénisterie ou travaux agricoles.
La cité est administrée par la société « La maison des blessés du poumon » (SMBP) dont l'administrateur est Albert Delsuc lui-même. La gestion de la cité se fait sur le modèle des projets du socialisme utopique du XIXe siècle. Le produit du travail commun est vendu et génère des bénéfices pour la communauté qui, en interne, n'utilise pas d'argent. Les malades sont rémunérés par des bons.

## Avant-guerre
Avec la disparition progressive des soldats gazés, la cité se transforme progressivement en un sanatorium classique. À partir de 1937, tout en continuant à fonctionner comme un sanatorium, elle accueille, un hôpital complémentaire militaire dirigé par le médecin lieutenant-colonel Peyronnet de Lafonvielle et administré par le capitaine Papot. Dans 25 à 53 pavillons, suivant la période, des réfugiés républicains espagnols blessés sont soignés sous la surveillance de militaires coloniaux. Le 7 février 1939, il y a 1 002 miliciens républicains blessés à Clairvivre.

## Les Hospices civils de Strasbourg à Clairvivre

### Contexte
En cas de conflit avec l'Allemagne, l'État étudie dès 1927 l'évacuation des départements frontaliers du Nord et de l'Est de la France.
Le plan d'évacuation est mis en œuvre dans la nuit du 2 septembre au 3 septembre 1939. Les habitants du Bas-Rhin sont déplacés en Dordogne (97 895 personnes, dont environ 60 000 Strasbourgeois), en Haute-Vienne (58 801 personnes) et dans l'Indre (13 925 personnes). L'administration se replie sur Périgueux.
Dans un premier temps, les hospices de Strasbourg sont évacués sur l'annexe du Hohwald, du 9 septembre au 14 octobre 1939 avant de s'installer dans la cité sanitaire de Clairvivre à Salagnac. À Strasbourg, l'établissement est définitivement fermé le 4 novembre.
Le 14 octobre 1939, Marc Lucius, administrateur, est nommé à la tête des hospices civils en remplacement de Joseph Oster, autonomiste alsacien appartenant aux Nanziger. Ce dernier est arrêté, pour espionnage au profit du Troisième Reich.

### Un an à Clairvivre
Les Hospices civils de Strasbourg doivent partager la cité sanitaire avec le sanatorium et l'hôpital militaire. Un certain nombre de bâtiments sont réquisitionnés pour les Hospices civils : 34 pavillons ; la partie supérieure du Grand Hôtel (3e au 8e étage) ; une grande partie des magasins généraux (du rez-de-chaussée au 4e étage) ; un ancien garage que les hospices utilisent comme cuisine et réfectoire. Mais ces bâtiments ne suffisent pas pour accueillir les 1 617 malades et les personnels qui les accompagnent, soit au total 2 400 personnes recensées le 29 septembre 1939. La cité sanitaire ne dispose que de 1 500 chambres.
Le matériel manque aussi. En attendant l'arrivée de la literie et d'articles médicaux de Strasbourg (36 wagons fin septembre et 35 fin février 1940), la  Fédération nationale des blessés des poumons et chirurgicaux (FNBPC) et le service de santé militaire prêtent le nécessaire. Mais le 25 octobre 1939, de nombreux malades couchent encore sur des matelas par terre, à quatre ou cinq par chambre, au lieu de deux.
Le 11 octobre 1939, 935 réfugiés (544 adultes et 391 enfants) sont pris en charge par une équipe médicale et technique de 600 à 700 membres. Pour libérer de la place, la clinique infantile et la maternité sont transférées dans les immeubles des nouveaux Hospices civils de Périgueux, l'hôpital Parrot, moyennant un loyer annuel de 600 000 francs. Le 1er novembre 1939, les Hospices disposent du château de Leyzarnie à Manzac-sur-Vern pour y installer un sanatorium pour femmes. Les enfants assistés du Bas-Rhin sont transférés aux Fougères près de Brantôme,.
Mais cela ne suffit pas, le 29 janvier 1940, lors d'une réunion à la préfecture de la Dordogne, il est décidé d'installer dans des nouveaux baraquements l'ensemble des Hospices au sein du nouvel hôpital de Périgueux quand il sera terminé. Mais le 8 juin 1940, les Hospices renoncent au déménagement et sollicitent de récupérer l'argent ainsi économisé pour acheter le mazout nécessaire au fonctionnement de la centrale électrique,.
Les difficultés rencontrées lors de l'installation sont connues du grand public et entrainent un préjugé défavorable à l'égard de l'établissement. Les médecins strasbourgeois réfugiés en Dordogne rencontrent des difficultés pour convaincre leurs malades d'aller à Clairvivre. Il en va de même pour le corps médical régional qui répugne aussi à y envoyer ses patients. Pourtant, les services des Hospices civils de Strasbourg sont dirigés par des professeurs réputés de la Faculté de médecine.
Pendant la campagne de France, Clairvivre voit arriver des réfugiés de tout le pays qui fuient devant l'avance allemande. Les Hospices civils demandent à leurs personnels logés dans la cité d'accueillir chez eux et d'aider ceux qui arrivent.
Après l'armistice, les Allemands annexent de fait l'Alsace et prennent la direction des Hospices civils de Strasbourg. Joseph Oster, libéré des prisons françaises, en reprend la direction. Le personnel, comme tous les évacués alsaciens, est invité à revenir sous peine de révocation. Le retour est réalisé du 1er septembre au 21 octobre 1940 en utilisant sept trains spéciaux rapatriant 1 735 personnes et tout le matériel dans 166 fourgons.

## Irène Joliot-Curie à Clairvivre

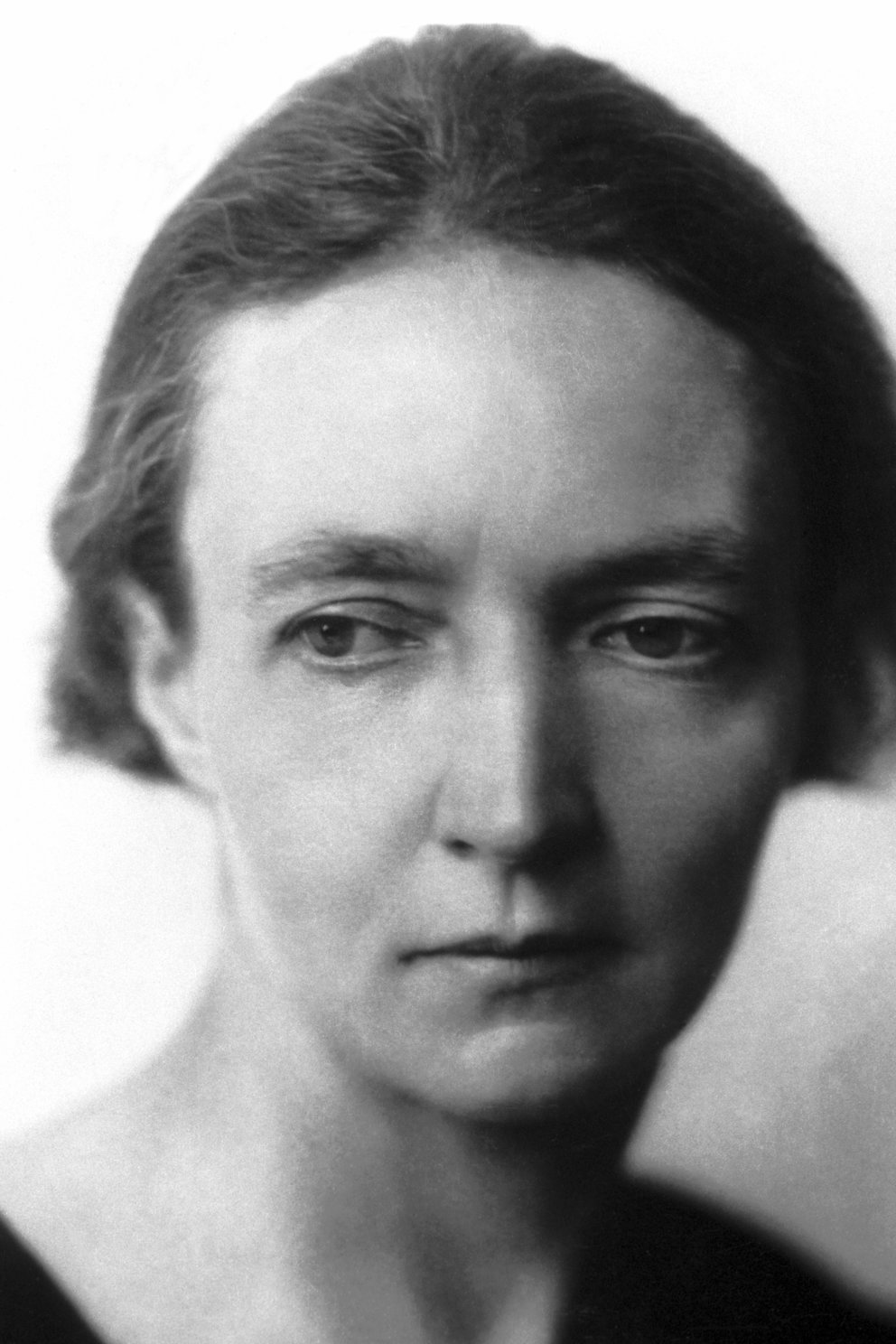
Irène Joliot-Curie en 1935.

Avec l'aide d'Albert Delsuc, de juin à septembre 1940, Irène Joliot-Curie séjourne à Clairvivre, comme « malade hors effectif ». Bien qu'elle soit atteinte de tuberculose, ce séjour en Dordogne n'est pas dû à sa maladie mais au repli en zone libre des scientifiques français. Elle n'entreprend pas de recherche dans la cité sanitaire. Sa priorité est de cacher aux Allemands ses travaux sur la fusion nucléaire et son matériel.
Son mari, Frédéric Joliot-Curie vient la voir régulièrement. Il aide les garagistes de Clairvivre à fabriquer des gazogènes pour les véhicules de la cité.
En mai 2000, une contamination à l'actinium 227 est détectée dans un local semi-enterré de la cité sanitaire. Il semble que ce local ait servi de stockage au matériel d'Irène Joliot-Curie.

## L'hôpital des réfugiés de la Dordogne

### Création
Dès juillet 1940, le gauleiter Robert Wagner incite les Alsaciens à revenir dans leur région tout en refusant le retour aux juifs, francophiles, tziganes, étrangers… 40 000 Strasbourgeois refusent de rentrer et restent dans la région.
À Clairvivre, 50 personnels et la majorité des professeurs de la Faculté de médecine de Strasbourg ont décidé de rester : ils sont révoqués. L'administrateur Marc Lucius et le médecin-chef de l'hôpital, le professeur Lucien-Marie Pautrier se battent pour maintenir l'activité de l'hôpital. Ils ont le soutien de Charles Frey, le maire de Strasbourg, et Paul Valot, directeur général des affaires d'Alsace et de Lorraine, qui entreprennent avec eux des démarches auprès des services de l'État pour créer un hôpital de 100 à 120 lits afin de continuer à assurer les soins aux Alsaciens et Lorrains ne pouvant ou ne voulant pas rentrer en Alsace-Lorraine. Les arguments principaux sont que le personnel de l'établissement parle le dialecte alsacien avec les patients et que cela permet d'éviter la suppression des emplois locaux que la présence des hospices a générés,.
Le 25 septembre 1940, la direction générale des réfugiés, annonce la constitution « d'un hôpital des réfugiés de la Dordogne, établissement départemental du Bas-Rhin » à Clairvivre.
Les locaux réquisitionnés pour les Hospices civils  le restent pour l'hôpital des réfugiés. Tout le matériel est reparti en Alsace (y compris les prises murales posées en 1939). Il faut donc rééquiper complètement l'hôpital. La démobilisation permet au service de santé des armées de fournir du matériel médical et chirurgical, des moyens de transport (ambulances et camions). Certains professeurs de médecine démobilisés et affectés à Clairvivre apportent le matériel de leurs hôpitaux de campagne. Le service des réfugiés de la préfecture de la Dordogne fournit du mobilier et de la literie. Les stocks alimentaires et les ustensiles de cuisine sont fournis par l'ancienne cuisine populaire de la Ville de Strasbourg.

Pour gagner du temps,  l'hôpital des réfugiés est considéré comme une émanation des Hospices civils de Strasbourg, comme l'explique Charles Frey :

« Nous pensions, que, puisqu'on a conservé en Dordogne une préfecture du Bas-Rhin, une municipalité de la ville de Strasbourg et à Lyon une Chambre de commerce de Strasbourg, il n'y aurait aucun inconvénient à envisager le maintien à Clairvivre, sous un nouveau nom, d'un service des hospices civils de Strasbourg. »

— Charles Frey, Lettre du 19 octobre 1940 au ministre de l'Intérieur.
Les autorités d'occupation font tout ce qui est possible pour empêcher son ouverture mais l'hôpital des réfugiés ouvre ses portes le 21 octobre 1940. L'hôpital placé sous la direction administrative de Marc Lucius et médicale du professeur Lucien-Marie Pautrier, chef du service de dermatologie qui reprennent les mêmes fonctions qu'aux hospices. Clairvivre étant l'hôpital universitaire de la Faculté de médecine de Strasbourg repliée à Clermont-Ferrand, ses étudiants y font leurs stages,.
Prévu initialement pour 100 à 120 lits, l'hôpital atteint 320 lits en mars 1944 et le personnel passe de 50 personnes à l'ouverture à 180 pendant la même période. Cette augmentation est due à l'accueil d'une patientèle régionale attirée par la réputation des professeurs de la Faculté de médecine de Strasbourg. À cela vient s'ajouter l'inaccessibilité des hôpitaux de Paris et Bordeaux, situés en zone occupée.

### Résistance dans l'application du statut des Juifs
Le 1er juillet 1941, l'Hôpital des réfugiés reçoit l'ordre du secrétariat d'État à la Famille et à la Santé d'appliquer la loi du 3 octobre 1940 portant sur le statut des Juifs. Marc Lucius se bat contre l'administration pour défendre les médecins et les personnels juifs. Il applique les exceptions qui permettent de continuer d'exercer leur profession (titulaire de la carte ce combattant 1914-1918, citation lors de la Première Guerre mondiale ou pendant la campagne de 1939-1940, être décoré de la légion d'honneur à titre militaire ou de la médaille militaire). Il omet des noms sur les listes qu'il doit communiquer à l'administration. Mais le directeur régional du service de l'aryanisation économique de Limoges intervient directement auprès du préfet du Bas-Rhin pour faire appliquer la loi du 2 juin 1941 en fournissant une liste de nom que Marc Lucius n'a pas déclarés. Le 27 octobre 1941, le préfet demande le licenciement immédiat des personnels juifs et demande à Marc Lucius de rendre compte de la date du licenciement. Après le départ des médecins, il continuera à les défendre en les tenants informés du résultat de ses démarches. Certains resteront cachés à Clairvivre jusqu'à la fin de la guerre.
Clairvivre cache et sert d'étape aux Juifs en fuite. Entre 1941 et 1944, de nombreux enfants juifs naissent à l'hôpital des réfugiés.

### Éviter le départ au STO
La loi du 16 février 1943 instaure le Service du travail obligatoire (STO). Marc Lucius se bat pour éviter le départ des jeunes en Allemagne dans ce cadre. Il a le soutien d'André Forster, le doyen de la Faculté de médecine de Strasbourg à Clermont-Ferrand et des chefs de clinique qui n'hésitent pas à fournir des attestations démontrant le caractère indispensable du maintien des personnels médicaux. Lui-même rédige ceux des personnels administratifs et techniques. Il intervient auprès du directeur régional de la Santé, du directeur départemental du Service du Travail Obligatoire. Il obtient que l'hôpital des réfugiés soit classé « indispensable à la santé publique » et de ce fait, que les personnels de Clairvivre soient requis sur place dans le cadre du STO. Il embauche des jeunes gens pour les faire échapper au travail obligatoire.

### L'hôpital du maquis
Quand il est démobilisé, le professeur René Fontaine rejoint Clairvivre où il est chef de service. Très vite il entre dans la Résistance. À la demande du comité médical de la Résistance, il organise des équipes chirurgicales mobiles avec ses assistants pour soigner les blessés dans les maquis. Il les place sous la direction du professeur Bernard Labrue. 450 blessés sont soignés par les équipes chirurgicales mobiles. Les cas les plus graves sont évacués à l'hôpital des réfugiés par les sœurs de la Charité  sur un âne, camouflés avec des branchages,.
À partir de mars 1944, l'hôpital tient un registre des soins apportés aux résistants hospitalisés. Pendant la durée de la guerre, ce sont plus de 250 maquisards qui sont soignés à Clairvivre ou par ses équipes médicales mobiles,.
Le 21 juin 1944, le docteur Lucien Schiffmann, venu assister les maquisards qui se battent à Mouleydier, installe son équipe chirurgicale mobile à Lamonzie-Montastruc. Il est fait prisonnier par les Allemands dans la région de Vergt et transféré à Périgueux où il est fusillé deux mois plus tard, le 17 août.
Le 22 août 1944, les résistants de la 12e compagnie RAC du bataillon Violette de Clairvivre, Raymond Eugène Lair de Metz, René Cron de Strasbourg, Pierre Roland Sulpice Guérin de Suresnes, Michel Alfred Acker de Bischwiller et Paul André Robert Selvez de Douai (fondateur de la 12e compagnie) sont tués au combat du Pizou en tentant de relever deux blessés.

### Fusillé par les FTP
Le 7 juin 1944, Le professeur Bernard Labrue, les docteurs Roland Paul Erhart,  Claude Schreiber et Delarge sont arrêtés par des Francs-tireurs et partisans (FTP) à la suite d'une dénonciation. Ils sont conduits au camp des résistants, au lieu-dit Fer à Cheval sur la commune de Clermont-d'Excideuil. Après un interrogatoire sommaire, ils sont abattus par les FTP. Le 27 juillet 1945, la préfecture de la Dordogne, indique que les enquêtes approfondies effectuées par les inspecteurs de la police spéciale de la Dordogne et les services de sûreté de la 20e brigade mobile ont révélé que les accusations, qui ont mené à la mort des médecins, sont dénuées de fondement. Les victimes, qui font partie des équipes chirurgicales mobiles de la Résistance, sont déclarées « Mortes pour la France ».

### Pas de présence allemande
Pendant toute la durée de la guerre, Clairvivre ne voit pas passer d'uniforme allemand. Certains pensent que c'est parce que la cité sanitaire, trop récente et éloignée des axes routiers, ne figurait pas sur les cartes d'état-major allemandes ou (et) que le panneau indicateur « Sanatorium » était dissuasif.

### Fermeture
À partir du 14 novembre 1944, Clairvivre accueille 150 blessés de l'armée française en plus des 60 FFI encore hospitalisés.
Le 1er janvier 1945, l'hôpital des réfugiés est géré par le service de Santé des armées de la 12e région militaire. Dès le 5 janvier, Marc Lucius prépare le retour à Strasbourg. À partir du 15 mai, l'hôpital n'accueille plus que les urgences. Le personnel démissionne collectivement pour être rapatrié le 20 mai,.
L'hôpital des réfugiés ferme définitivement le 15 juin 1945. Les malades encore présents sont évacués vers les hôpitaux de Brive-la-Gaillarde et de Périgueux. Le personnel recruté sur place est licencié à cette date et reclassé sur place, principalement au sanatorium. Ceux qui le souhaitent peuvent intégrer les Hospices civils à Strasbourg.
À partir du 19 juin 1945, 17 wagons de matériels et cinq de voyageurs partent de Brive-la-Gaillarde vers Strasbourg. Le 21 juin 1945, le rapatriement est terminé. Une équipe de liquidation reste encore à Clairvivre jusqu'à la fin du mois.
Après le départ des Strasbourgeois, une estimation de la remise à niveau des bâtiments qu'ils ont utilisés s'élève à 211 346 francs. Pourtant, le 20 juin 1945, Armand Faure chargé de la liquidation de l'hôpital des réfugiés ne constate aucun dégât sérieux et le 25 juin, l'administration de l'Armée remercie les Hospices civils de Strasbourg pour la gestion des matériels restitués.
Clairvivre attend alors l'arrivée de 2 000 rapatriés tuberculeux d'Allemagne.

## Le «cimetière des réfugiés» ou «cimetière des Alsaciens»
Jusqu'au 22 septembre 1939, les pensionnaires décédés des Hospices civils de Strasbourg sont enterrés au cimetière de Salagnac. Rapidement, les autorités municipales constatent que le rythme des inhumations des Alsaciens va saturer le cimetière communal. Devant l'urgence, Marc Lucius décide d'enterrer les dépouilles sur un terrain situé sur la commune de Saint-Mesmin. Il le fait sans l'accord de la municipalité. Le statut est régularisé le 20 octobre 1941 par les autorités locales et le lieu devient le « Cimetière des réfugiés ».
Le cimetière de Clairvivre abrite les sépultures de cinq religions : chrétiens (catholiques, protestants et orthodoxes), juifs et musulmans, ainsi que 19 nationalités. L'hôpital militaire a procédé à deux inhumations, le sanatorium à 117, les Hospices civils de Strasbourg à 310 et l'hôpital des réfugiés de la Dordogne à 228.
249 Alsaciens et 37 Mosellans y sont enterrés ce qui explique, peut-être, le surnom de « Cimetière des Alsaciens » donné par la population locale.
Entre le 21 septembre 1939 et le 31 janvier 1949, 682 inhumations ont eu lieu. Depuis cette dernière date, 226 corps ont été exhumés pour être rapatriés dans leur région ou pays d'origine.

## Après guerre
Pendant la guerre, la Fédération nationale des blessés du poumon est dissoute entrainant la démission d'Albert Delsuc. Lorsqu'il reprend la gestion de Clairvivre en 1946, il retrouve une cité sanitaire en mauvais état.
Pendant dix ans, l'État refuse de lui accorder des aides. C'est grâce à la vente de la production de ses ateliers et à une bonne gestion que la cité réalise les travaux de réhabilitation et peut poursuivre son activité médico-sociale.
En 1980, le sanatorium ferme définitivement et laisse la place un Établissement public départemental (EPD), comprenant, dans le cadre de ses missions médico-sociales, un Centre de rééducation professionnelle (CRP) en 1951, un Établissement et service d'aide par le travail (ESAT) en 1966, d'un Foyer d’hébergement (FH) et un Service d'accompagnement médico-social pour adultes handicapés (SAMSAH) créé en 2012.

## Reconnaissance
- Clairvivre a reçu le label « Patrimoine du XXe siècle » le 17 mars 2011[10].
- Une rue de Clairvivre existe à Strasbourg-Neuhof[5].